# Vice-presidente da Iugoslávia
O cargo de Vice-presidente da República Socialista Federativa da Iugoslávia existiu de abril de 1963 a junho de 1967. Foi estabelecido pela nova Constituição Iugoslava adotada em 7 de abril de 1963.  O primeiro a ocupar o cargo foi Aleksandar Ranković, que assumiu o cargo em 30 de junho de 1963. Devido a um caso envolvendo escutas telefônicas do presidente iugoslavo e secretário-geral da Liga dos Comunistas Josip Broz Tito, Ranković foi forçado a renunciar ao Comitê Central e à vice-presidência em 1 de julho de 1966. Ele foi posteriormente substituído por Koča Popović duas semanas depois, que cumpriu o restante do mandato de quatro anos de Ranković.  Em 26 de abril de 1967, foram aprovadas novas emendas à constituição de 1963, que desestabeleceram a vice-presidência assim que o mandato combinado de quatro anos de Ranković e Popović terminou.  O cargo deixou de existir em 30 de junho de 1967.
O Vice-presidente tinha o dever de substituir o Presidente da República no exercício da sociabilidade. De acordo com a Constituição, o Vice-presidente poderia ser eleito a cada quatro anos e não poderia ser reeleito para o próximo período eleitoral. A Assembleia Federal elegeu o Vice-presidente imediatamente após a eleição do Presidente da República e seguindo o mesmo procedimento. Em caso de renúncia, doença ou falecimento do Presidente, ou seja, Josip Broz Tito, o Vice-presidente seria considerado automaticamente o novo Presidente da República até às próximas eleições parlamentares extraordinárias.

## Lista de vice-presidentes
| N°. | Retrato | Name (Nascimento–Morte)         | Mandato             | Mandato             | Partido                           | Representando                  |
| --- | ------- | ------------------------------- | ------------------- | ------------------- | --------------------------------- | ------------------------------ |
| 1   |         | Aleksandar Ranković (1909–1983) | 30 de junho de 1963 | 1º de julho de 1966 | Liga dos Comunistas da Iugoslávia | República Socialista da Sérvia |
| 2   |         | Koča Popović (1908–1992)        | 14 de julho de 1966 | 30 de junho de 1967 | Liga dos Comunistas da Iugoslávia | República Socialista da Sérvia |